# Epidapus brachyflagellatus
Epidapus brachyflagellatus är en tvåvingeart som beskrevs av Werner Mohrig och Roschmann 1996. Epidapus brachyflagellatus ingår i släktet Epidapus och familjen sorgmyggor.
Artens utbredningsområde är Grekland. Inga underarter finns listade i Catalogue of Life.